# David Farragut
David Glasgow Farragut (Knoxville (Tennessee), 5 juli 1801 - Portsmouth (New Hampshire), 14 augustus 1870) was een Amerikaans admiraal en admiraal in de vloot van de Unie tijdens de Amerikaanse Burgeroorlog.
Hij werd geboren te Campbell's Station nabij Knoxville. Op 17 december 1810 ging hij als vaandrig bij de marine. Op twaalfjarige leeftijd werd hem het commando toevertrouwd van een door de U.S.S. Essex buitgemaakt schip (in de Oorlog van 1812); hij slaagde erin het veilig de haven in te loodsen. Gedurende de volgende jaren toonde hij in opvolgende taken steeds weer de kunde en toewijding waarmee hij een grote bijdrage zou leveren aan de Amerikaanse Burgeroorlog en een belangrijke bladzijde in de geschiedenis van de marine van de Verenigde Staten zou schrijven.
Toen hij het commando voerde over de West Gulf Blokkade Vloot (de U.S.S. Hartford was zijn vlaggenschip), ontkrachtte hij de theorie dat kustfortificatiën superieur zijn aan marinestrijdkrachten: in april 1862 stootte hij voorbij Fort Jackson en Fort St. Phillips en de kustbatterijen van Chalmette in Louisiana en nam hij de havenstad New Orleans in op 29 april. Later dat jaar bestormde hij de batterijen rond Vicksburg in Mississippi. Op 9 juli 1863 veroverde hij Port Hudson.
Op 5 augustus 1864 behaalde hij een grote overwinning in de Slag om Mobile Bay. Mobile (in Alabama) was destijds de laatste, grote havenstad van de Confederatie aan de Golf van Mexico. De baai was bezaaid met mijnen (stationaire zeemijnen heetten destijds torpedo's). Farragut gaf het bevel de baai te bestormen. Een van zijn schepen liep op een mijn en de andere begonnen zich terug te trekken; maar Farragut gaf toen het bevel "Damn the torpedoes, full speed ahead!" ("Naar de hel met de torpedo's, volle kracht vooruit!"). De meeste schepen bereikten de baai en het citaat werd beroemd.
Farragut overwon de weerstand van de batterijen van Fort Morgan en Fort Gaines en triomfeerde over de vloot van admiraal Franklin Buchanan.
Ter ere van hun zeeheld voerde de Verenigde Staten op 16 juli 1862 de nieuwe rang van Rear Admiral (Schout-bij-Nacht) in.
David Farraguts laatste commando in actieve dienst was als admiraal van de Europese Vloot, met de U.S.S. Franklin als zijn vlaggenschip. Hij stierf op 69-jarige leeftijd.
Sindsdien heeft de Amerikaanse marine verscheidene fregatten naar Farragut vernoemd (allen de U.S.S. Farragut), en is hij tweemaal op Amerikaanse postzegels afgebeeld: de $1-zegel van 1903 en de ¢35-zegel van 1995. In de staat Idaho is een park naar hem vernoemd, dat in de Tweede Wereldoorlog dienstdeed als opleidingsbasis voor de Amerikaanse marine. Er zijn verscheidene monumenten opgericht ter ere van de admiraal waaronder een standbeeld op Farragut Square in Washington D.C.

## Militaire loopbaan
- Midshipman: 17 december 1810
- Prize Master: 1811
- Lieutenant: augustus 1825
- Commander: 7 september 1841
- Captain: 14 september 1855
- Rear Admiral: 16 juli 1862
- Vice Admiral: 31 december 1864 (gecreëerd door President Abraham Lincoln voor hem)
- Admiral: 5 juli 1866 (Congressional Act)